# Герб Старої Царичанки
Герб Старої Царичанки — офіційний символ села Стара Царичанка, затверджений рішенням Староцаричанської сільської ради від 06.02.2009 року № 639-у.

## Опис та зміст символів
Герб села Стара Царичанка Білгород-Дністровського району Одеської області розміщений на іспанському щиті.
У синьому заокругленому щиті-золотий стилізований козацький пернач. 
Щит увінчаний золотою сільською короною і поміщений у еклектичний картуш.
Стилізоване зображення козацького пернача символізує село Стара Царичанка як козацьке село. Пернач символ влади сотника як представника адміністративно - територіальної влади козацтва. За народними переказами село було засноване козаками Царичанської сотні Полтавського полку, які перешли на бік гетьмана Мазепи та після поразки під Полтавою 1709 року вийшли в Туреччину. 
Пернач при закладці будівлі козака виконував функцію освячення початку будівництва та ролі оберега хати. Стилізований пернач вкопувався в землю на місці майбутнього будинку та із закінченням будівництва стилізований пернач встановлювався нагорі фронтону будинку, який показував приналежність господаря цього будинку до козацької верстви.
У селі Стара Царичанка досі збереглося багато видів перначів на фронтонах. Після поширеного застосування цементу при будівництві виникає заміна дерев'яних пілястр на бетонні на яких ми знаходимо відбитки стилізованого пернача, що є на багатьох будинках та парканах у селі Стара Царичанка.
Автор герба - Сергій Корнієнко

## Галерея

Незатверджений проект герба Старої Царичанки